# Stachybotrys
Stachybotrys — рід грибів родини Stachybotryaceae. Назва вперше опублікована 1837 року.